# Бочанцева Зінаїда Петрівна
Зінаїда Петрівна Бочанцева (10 жовтня 1907 — 17 серпня 1973, Ташкент) — радянська ботанікиня, цитологиня і ембріологиня. Докторка біологічних наук, професорка Ташкентського університету, завідувачка цитолого-ембріологічним відділом Ботанічного саду АН УзРСР.

## Шлях в науці
У 1930 році закінчила біологічний відділення Середньо-Азіатського державного університету (САДУ).
У 1930—1933 роках брала участь в експедиціях по вивченню флори Середньої Азії. Вела дослідницьку роботу в галузі вивчення морфології, цитології та біології дикорослих рослин, насамперед тюльпанів. Авторка понад 50 наукових робіт, в 1960 році захистила докторську дисертацію на тему «Тюльпани. Морфологія, цитологія і біологія», результати якої увійшли в монографію «Тюльпани. Морфологія, цитологія і біологія», опубліковану в 1962 році й перекладену в 1982 році на англійську мову.
Описала 6 нових для науки видів тюльпанів :
- Tulipa vvedenskyi Botschantz. [2] — Тюльпан Введенського
- Tulipa affinis Botschantz. [3] — Тюльпан споріднений
- Tulipa butkovii Botschantz. — Тюльпан Буткова
- Tulipa anadroma Botschantz. — Тюльпан стрімковерхий
- Tulipa tschimganica Botschantz. — Тюльпан чимганський
- Tulipa uzbekistanica Botschantz. & Sharipov — Тюльпан узбекистанський

У 1950-1960-х роках Зінаїда Петрівна активно працювала з відбору найбільш декоративних природних форм тюльпанів і над створенням міжвидових гібридів і гібридів за участю садових тюльпанів. Унікальні сорти 'Люба Шевцова' (клас 12) і 'Материнська Слава' (клас 13) були отримані шляхом відбору з цибулин, зібраних в місцях природного проживання. Сорт Схід Сонця (ще відомий як 'Sunrise', клас 12), був отриманий шляхом внутрішньовидової гібридизації. Широку популярність, а також золоту, срібну і бронзову медалі ВДНГ отримали ряд гібридних сортів селекції Бочанцевої, серед них: 
- 'Лелеченя' (класс 12)
- 'Пурпурові вітрила' (класс 3)
- 'Аметист' (класс 12)
- 'Аеліта' (класс 12)
- 'Бармалей' (класс 5)
- 'Бахор' (класс 12)
- 'Вольниця' (класс 5)
- 'Схід-1' (класс 12)
- 'Схід Сонця' (класс 12)
- 'Восьме Березня' (класс 12)
- 'Глетчер' (класс 5)
- 'Ікар' (класс 5)
- 'Місячний' (класс 12)
- 'Люба Шевцова' (класс 12)
- 'Людмила' (класс 13)
- 'Материнська Слава' (класс 13)
- 'Надира' (класс 5)
- 'Німфа' (класс 12)
- 'Новела' (класс 12)
- 'Памір' (класс 5)
- 'Професор І. О. Райкова' (класс 12)
- 'Русалка' (класс 5)
- 'Скрябін' (класс 5)
- 'Чукотка' (класс 5)

 Нагороджена орденами Леніна і Трудового Червоного Прапора, Похована на Боткінському кладовищі Ташкента

## Вибрані праці
- До питання про стадійний розвиток багаторічних рослин. // Праці Інституту ботаніки АН Узбецької РСР, том 1, 1952.
- Тюльпани і їх культура в Ташкенті. Реферат робіт АН УзРСР, впроваджуваних в народне господарство. — Ташкент: Вид. АН УзРСР, 1955.
- Онтогенез тюльпанів. // Праці інституту ботаніки АН УзРСР, вип. 5, 1956.
- Тюльпани. Морфологія, цитологія і біологія. — Ташкент: Вид. АН УзССР, 1962. — 408 с.
- Botschantzeva, Z. P. (1982). Tulips: taxonomy, morphology, cytology, phytogeography and physiology. CRC Press. с. 120. ISBN 9061910293.

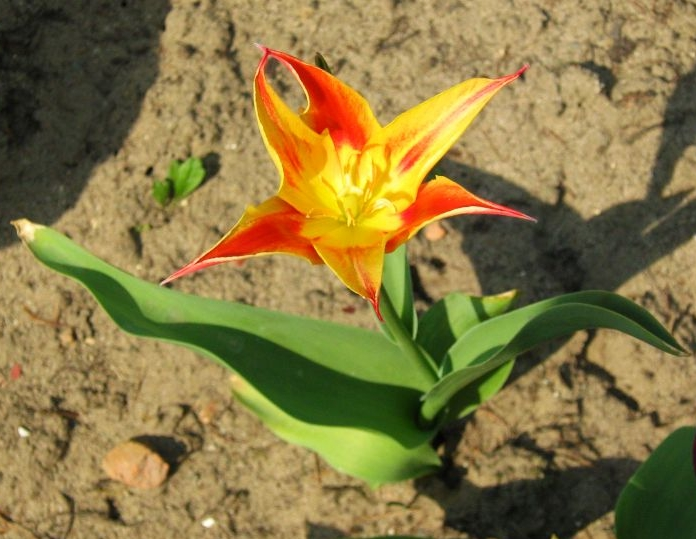

## Рослини, названі на честь
- Тюльпан Зінаїди (Tulipa zenaidae) )[6]
- Тюльпан Бочанцевої (Tulipa botschantzevae)[7] .